# Strumpebandssnokar
Strumpebandssnokar (Thamnophis) är ett släkte av ormar. Strumpebandssnokar ingår i familjen snokar.
De flesta arter är med en längd upp till 75 cm små ormar men några släktmedlemmar når en längd över en meter. De förekommer i Nord- och Centralamerika och vistas ofta vid vattenansamlingar eller i fuktiga landskap. Strumpebandssnokar jagar groddjur, fiskar och daggmaskar samt ibland mindre däggdjur. Arterna är främst dagaktiva. Honor lägger inga ägg utan föder levande ungar.

## Dottertaxa till strumpebandssnokar, i alfabetisk ordning[1][2]
- Thamnophis angustirostris
- Thamnophis atratus
- Thamnophis bogerti
- Thamnophis brachystoma
- Thamnophis butleri
- Thamnophis chrysocephalus
- Thamnophis conanti
- Thamnophis couchii
- Thamnophis cyrtopsis
- Thamnophis elegans
- Thamnophis eques
- Thamnophis exsul
- Thamnophis fulvus
- Thamnophis gigas
- Thamnophis godmani
- Thamnophis hammondii
- Thamnophis lineri
- Thamnophis marcianus
- Thamnophis melanogaster
- Thamnophis mendax
- Thamnophis ordinoides
- Thamnophis proximus
- Thamnophis radix
- Thamnophis rossmani
- Thamnophis rufipunctatus
- Thamnophis sauritus
- Thamnophis scalaris
- Thamnophis scaliger
- Thamnophis sirtalis
- Thamnophis sumichrasti
- Thamnophis valida